# Catalectis flexa
Catalectis flexa är en fjärilsart som beskrevs av Bradley 1957. Catalectis flexa ingår i släktet Catalectis och familjen äkta malar. Inga underarter finns listade i Catalogue of Life.